# Calera (Alabama)
Calera város az USA Alabama államában, Chilton és Shelby megyében. Lakosainak száma 16 494 fő (2020. április 1.).

## Népesség
A település népességének változása:
| Lakosok száma | 234  | 11 620 | 16 494 |
|               | 1880 | 2010   | 2020   |